# Wojna podjazdowa

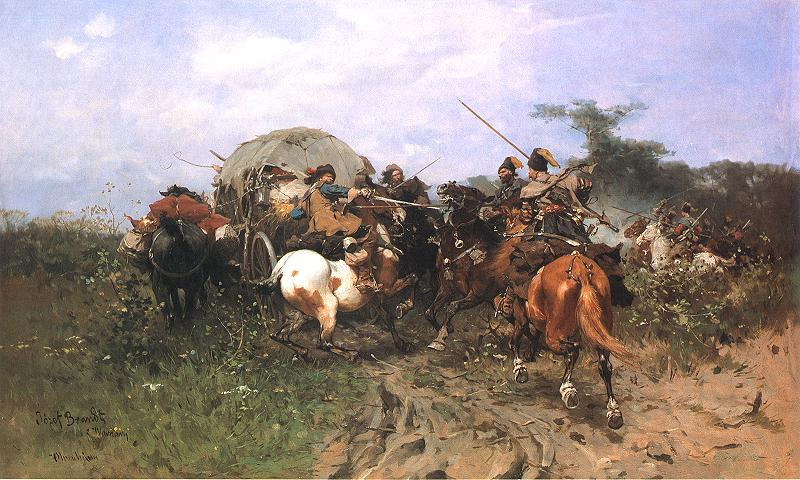
Józef Brandt, Potyczka ze Szwedami

Wojna podjazdowa, wojna szarpana – specyficzny sposób prowadzenia walki: strona słabsza unika rozstrzygającej bitwy, atakując mniejsze oddziały przeciwnika, zaplecze i tabory. Stosowana często w średniowieczu. Powszechnie stosowana przez ukrywających się w lasach chłopów. W dawnej Polsce istniały specjalne oddziały do tego przeznaczone, rekrutujące się z lekkiej jazdy np. Tatarów. W XVII wieku oddziałami specjalnie przygotowanymi do tego celu byli lisowczycy.